# Thomas Clifford, I barone Clifford di Chudleigh
Thomas Clifford, primo barone Clifford di Chudleigh (1º agosto 1630 – 17 ottobre 1673), è stato un politico britannico.

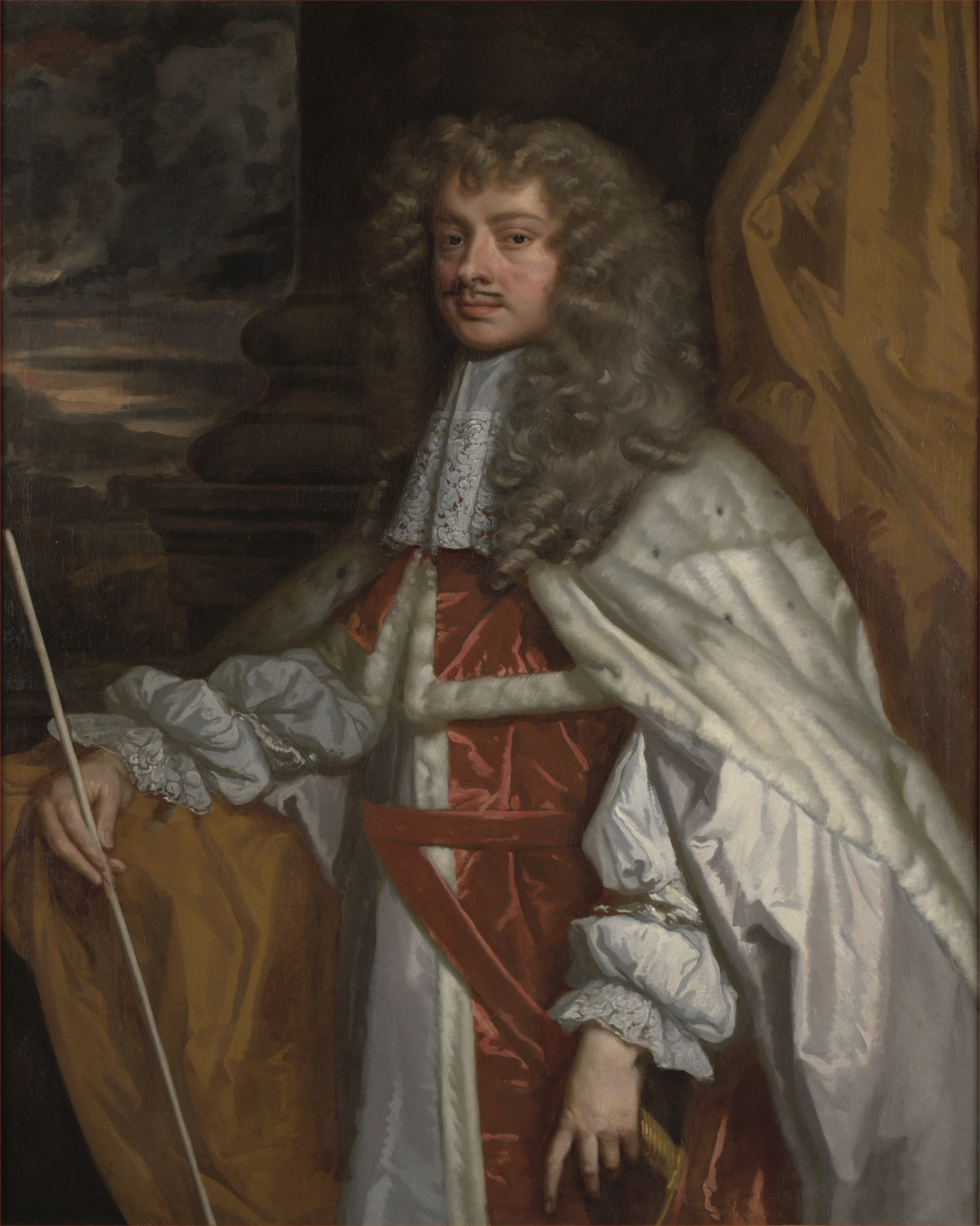
Ritratto di Thomas Clifford, opera di Sir Peter Lely.

Fu creato barone il 22 aprile 1672 dal re d'Inghilterra Carlo II Stuart.
Nacque nella cittadina di Ugbrooke, figlio di Hugh Clifford di Chudleigh, città del Devon, e da sua, moglie Mary, figlia di Sir George Chudleigh, baronetto del regno. Fu battezzato nella chiesa di Ugbrooke il 4 agosto 1630. Frequentò l'Exeter College di Oxford, diplomandosi nel 1650.

## Vita pubblica ed impegno politico
Divenne barrister del Middle Temple ed in seguito un membro del Parlamento rappresentante della città di Totnes, in Inghilterra, dal 1660 al 1672. Si distinse in battaglie navali; alla fine della seconda guerra anglo-olandese si oppose alla pace, preferendo sostenere gli interessi della Francia. Dopo la cacciata di Edward Hyde, conte di Clarendon, Carlo II creò un nuovo governo formato dalla Cabal, un gruppo di cinque statisti: a farne parte chamò anche Clifford.
Ben presto però il Test Act escluse ogni cattolico dalla possibilità di ricoprire cariche pubbliche e Clifford fu spogliato delle sue mansioni.
Morì nel 1673 probabilmente suicida.